# Trogon mesurus
El trogón ecuatoriano (Trogon mesurus) es una especie de ave en la familia Trogonidae.

## Hábitat y distribución
Se encuentra en bosques caducos y semi-húmedo y bosque en el oeste de Ecuador y hasta el noroeste Perú.

## Taxonomía
Antes era considerada una subespecie de la Trogon melanurus, que se asemeja, a excepción de sus ojos blancos.